# Guo Xu
Guo Xu (* 1456; † 1526) war ein chinesischer Künstler, der während der Ming-Dynastie lebte. Erhalten ist ein Gedicht mit der Zeichnung einer Landschaft und eines Fischers, das im Detroit Institute of Arts aufbewahrt wird.

## Leben
Das Geburtsjahr Guo Xus ist in der Fachwelt umstritten. Fest steht, dass er 1471 in Nanjing das Staatsexamen über die Lehren Konfuzius niederlegte. Den einfachen Verhältnissen ist es wohl zu verdanken, dass Guo Xu sich den Studien der klassischen Literatur zuwandte – damals die einzige Chance auf beruflichen Aufstieg. Er blieb bis zu seinem Tod Beamter in der Präfektur Wu und schrieb zahlreiche Gedichte über die Szenerie des Jangtse-Deltas. Eines der berühmtesten Gedichte wird im Detroit Institute of Arts aufbewahrt.

## Rezeption
Obwohl Guo Xu in der Fachwelt nur als mittelmäßiger Künstler galt, entfachte das Motiv des gescheiterten Künstlers die Fantasie vieler chinesischer Autoren nach 1990. Cheng Wei, bekannt für ihre Jugenderzählungen und Kolumnen im Jangtse-Abendblatt (Yangzi-Wanbao), entwickelte in ihrer neuen Novelle eine literarische Verflechtung zwischen Ming-Dynastie und amerikanischer Gegenwart. So projiziert Casey Rourke, der Protagonist der Novelle, seine Sehnsüchte in die vergangene Ming-Dynastie und reist am Ende des dritten Kapitels nach Nanjing, um die Spuren des vergessenen Dichters zu ergründen.

## Nachweise
1. ↑  Margot Schüller: Dichter der Ming-Dynastie, S. 142–143.
2. ↑  Margot Schüller: Dichter der Ming-Dynastie, S. 164–165.
3. ↑  程玮: 南京新街口.

| Personendaten    | Personendaten                           |
| ---------------- | --------------------------------------- |
| NAME             | Guo Xu                                  |
| KURZBESCHREIBUNG | chinesischer Künstler der Ming-Dynastie |
| GEBURTSDATUM     | 1456                                    |
| GEBURTSORT       | China                                   |
| STERBEDATUM      | 1526                                    |
| STERBEORT        | China                                   |